# Moteur Ferrari Dino
Pour les articles homonymes, voir Moteur (homonymie), Ferrari et Dino.
Les moteurs Ferrari Dino sont une gamme de moteur V6, V8 et V12 du constructeur automobile italien Ferrari, Dino, et scuderia Ferrari,. Conçus par le motoriste Ferrari Vittorio Jano, ils sont ainsi nommés par Enzo Ferrari en hommage à son fils héritier Dino Ferrari, et fabriqués durant 45 ans, entre 1959 et 2004, pour remporter de nombreuses compétitions, et motoriser de nombreuses Ferrari GT, en particulier des Dino 246 GT/GTS (1969)...

## Histoire
Le chef-motoriste Vittorio Jano conçoit des voitures de compétition Alfa Romeo, à moteurs 4, 6 et 8 cylindres en ligne, et moteur V12, qui remportent de nombreuses compétitions à l'époque où Enzo Ferrari fonde sa concession Alfa Romeo « Scuderia Ferrari » à Modène, en 1929, avant de devenir l'écurie de course italienne officielle d'Alfa Romeo à partir de 1933.

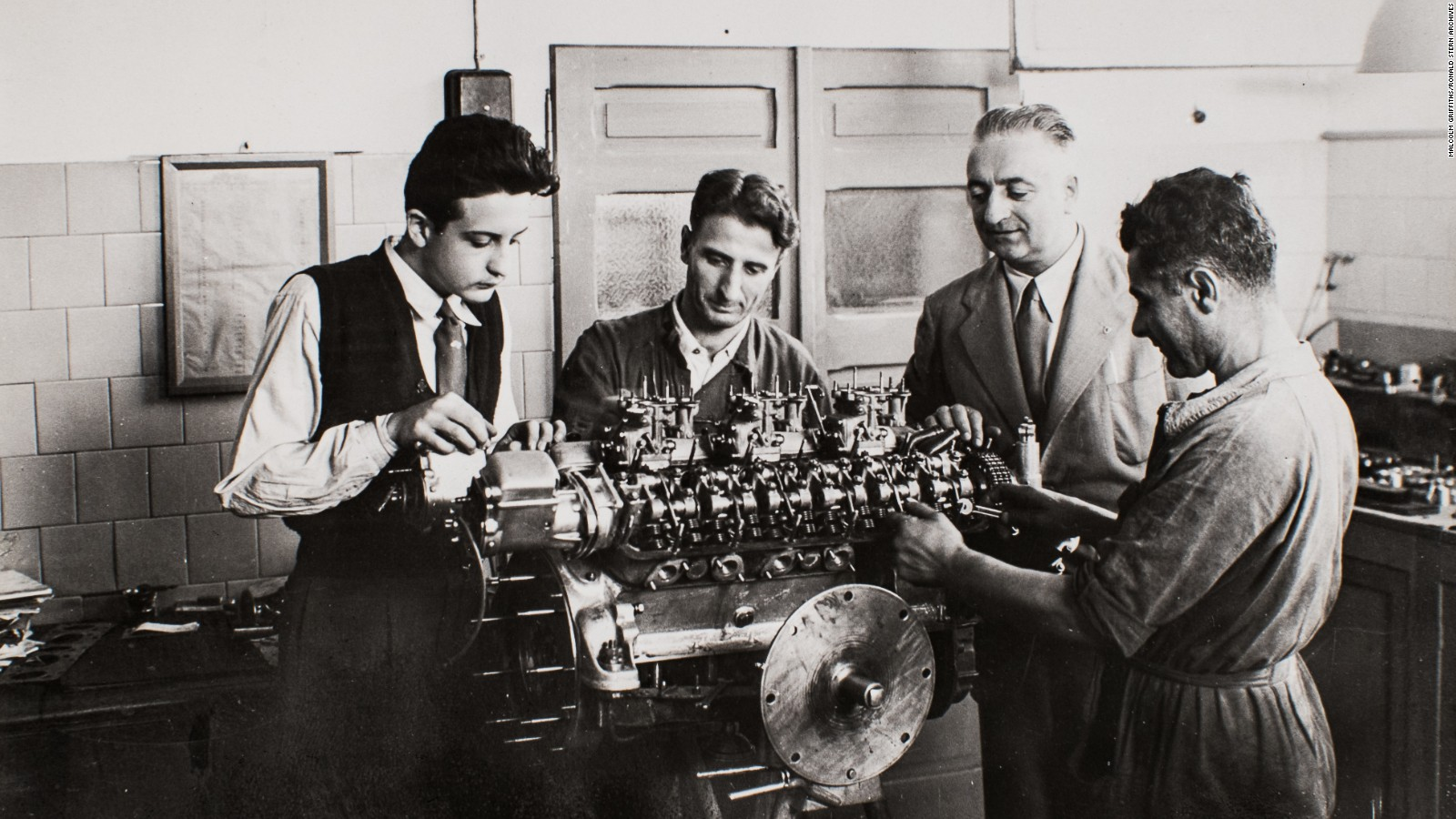
Enzo et Dino Ferrari (père et fils) avec leur moteur Ferrari V12 Colombo en 1947
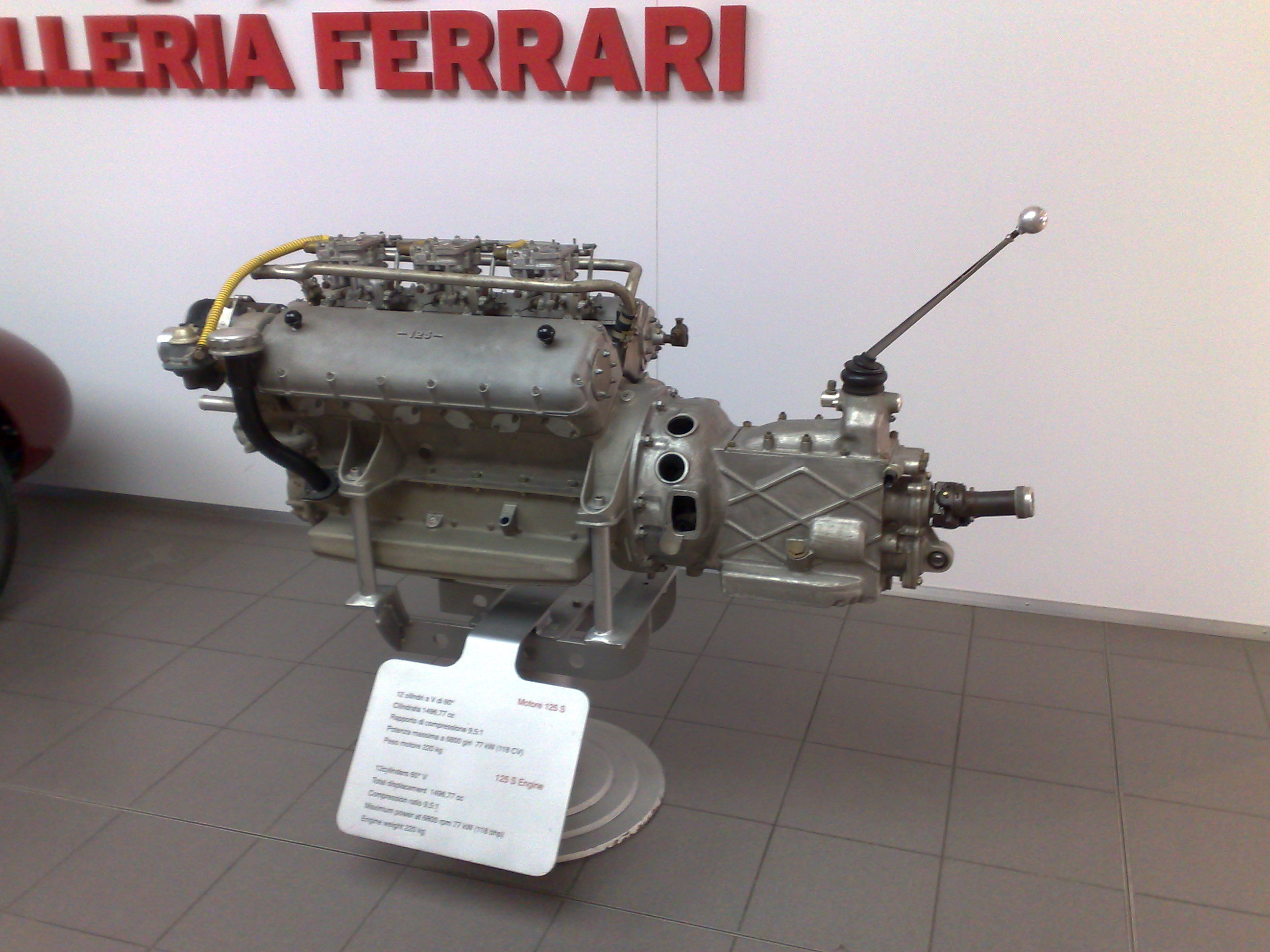
Moteur Ferrari V12 Colombo 125 de Ferrari 125 S (1947)
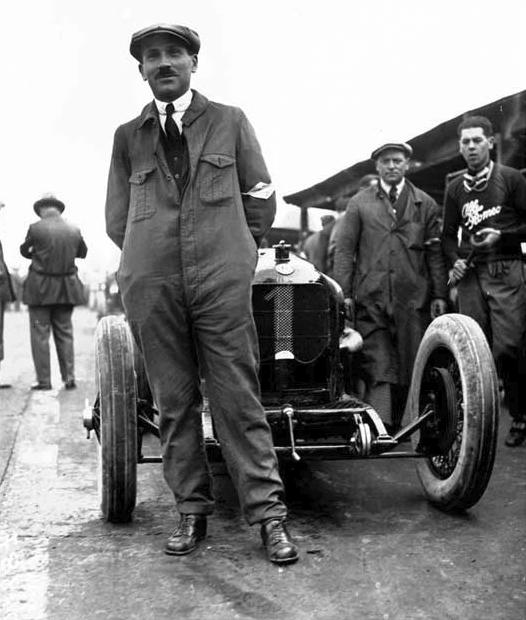
Vittorio Jano, en 1924.

Après avoir intégré la Scuderia Lancia à la Scuderia Ferrari en 1955, et remporté le Championnat du monde de Formule 1 1956 avec Juan Manuel Fangio, sur Ferrari D50 (ou Lancia D50) à moteur V8, Enzo Ferrari recrute Vittorio Jano, concepteur de ce moteur Lancia V8, et du premier moteur V6 du monde de Lancia Aurelia de 1950, pour concevoir son moteur V6 Dino Ferrari de Formule 1, Formule 2, sport-prototype, championnat du monde des voitures de sport, ou rallye (variante V6 de ses moteur Ferrari V12 Colombo de 1947 et moteur Ferrari V12 Jano de 1956) et successeur de ses Ferrari Monza à moteurs 4 cylindres en ligne de 1953,.

Quelques modèles emblématiques à moteurs Dino Ferrari
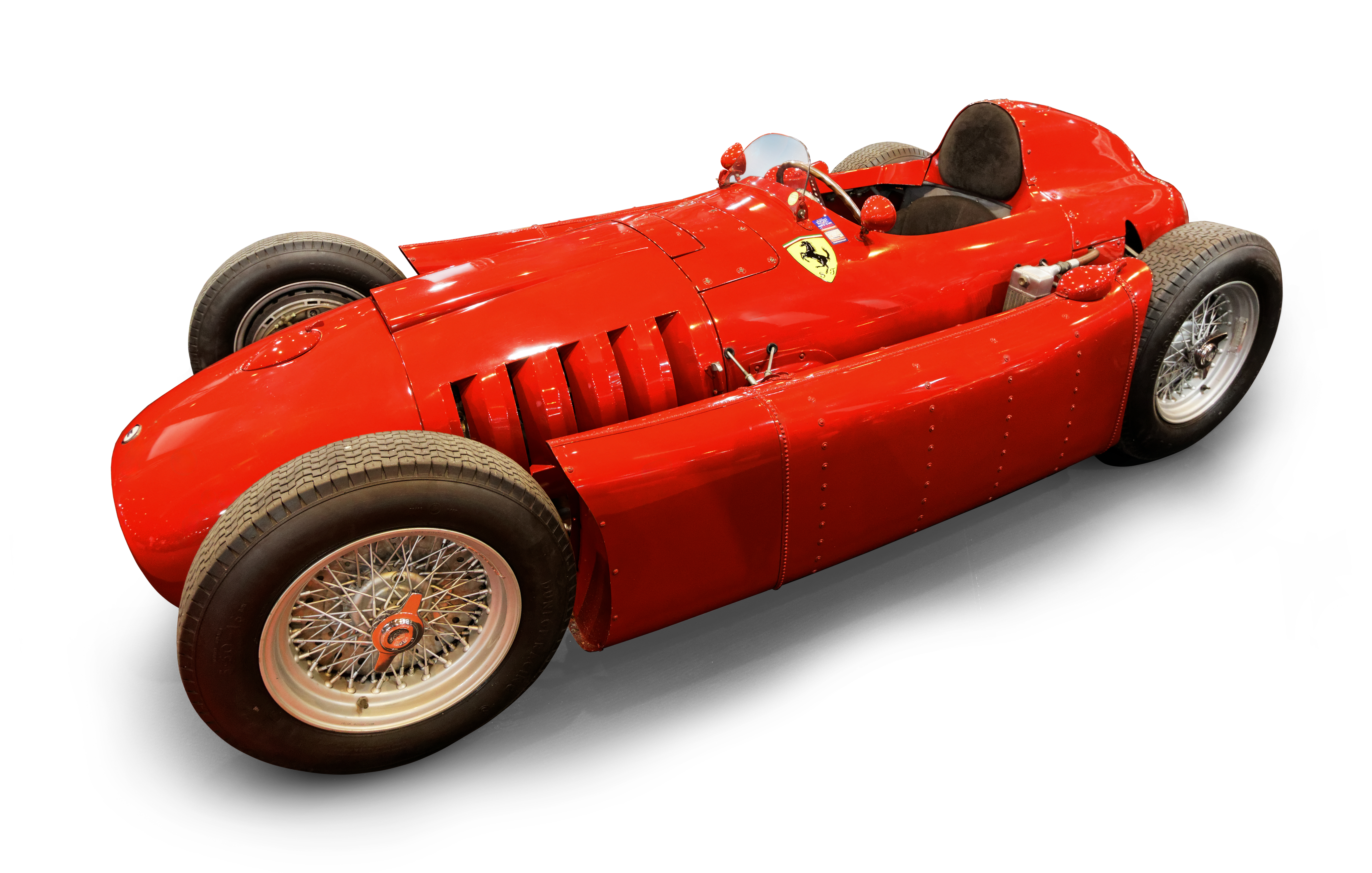
Ferrari D50 (1953)
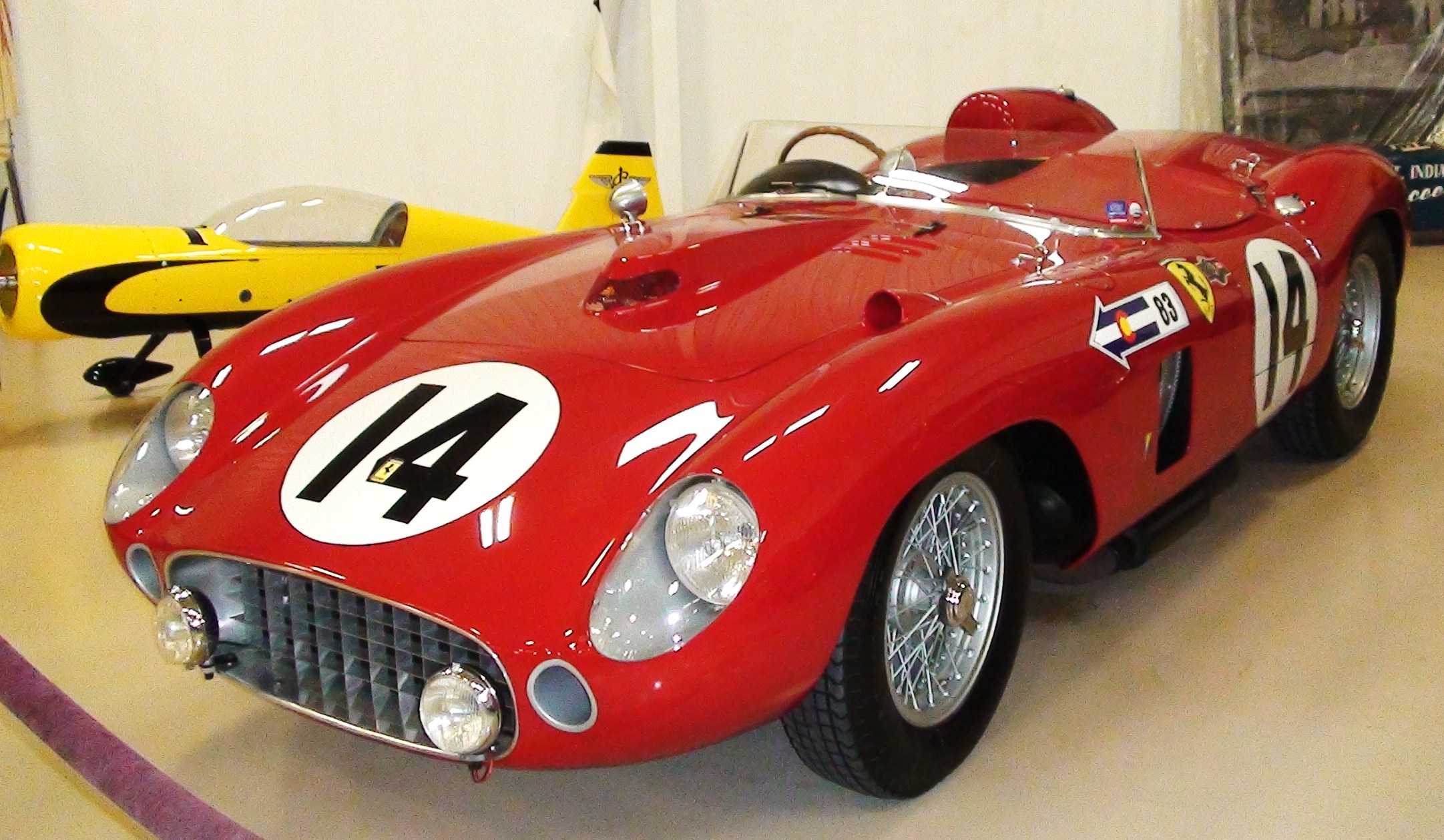
Ferrari 290 MM (1956)
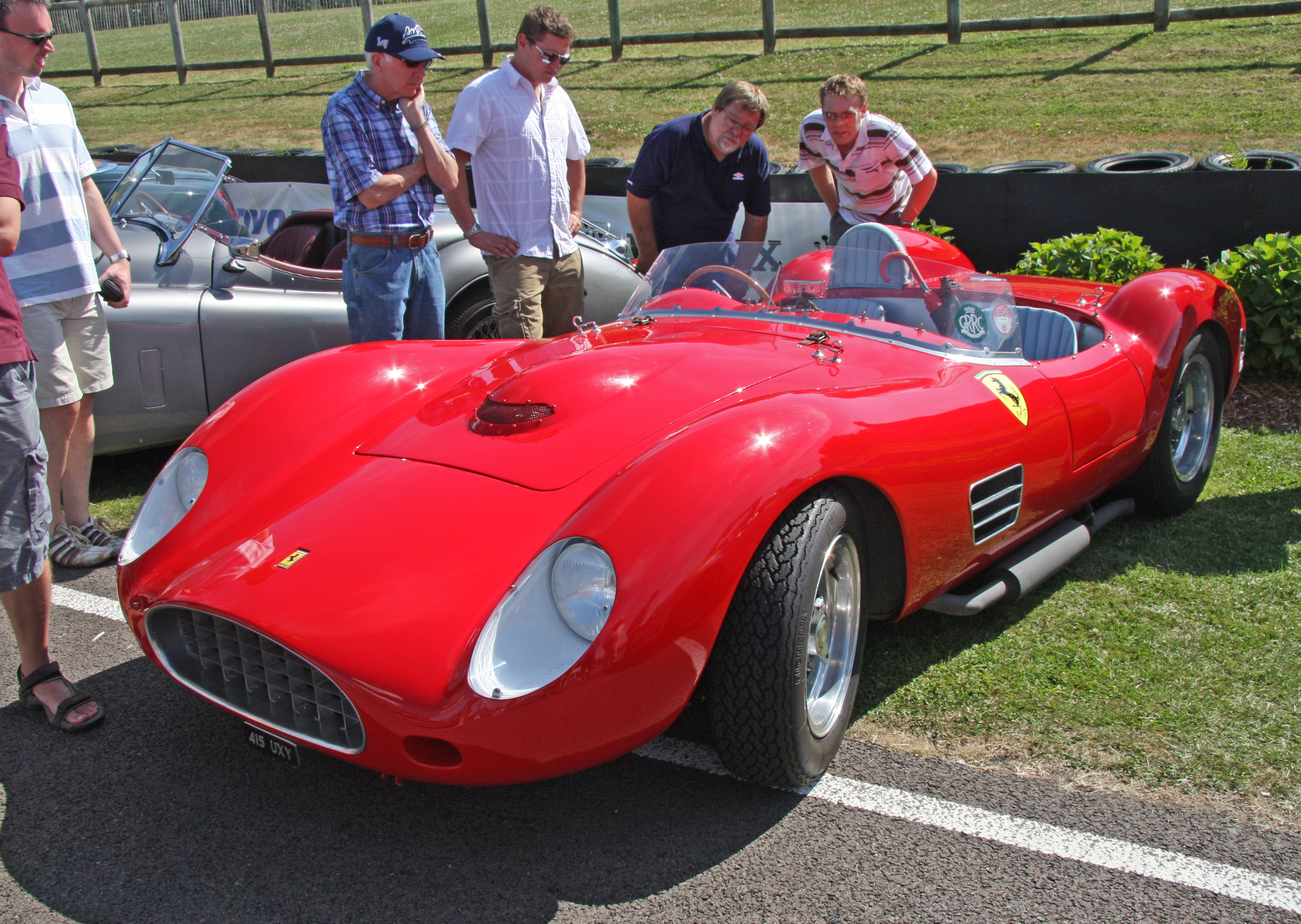
Ferrari Dino 196 S (1958)
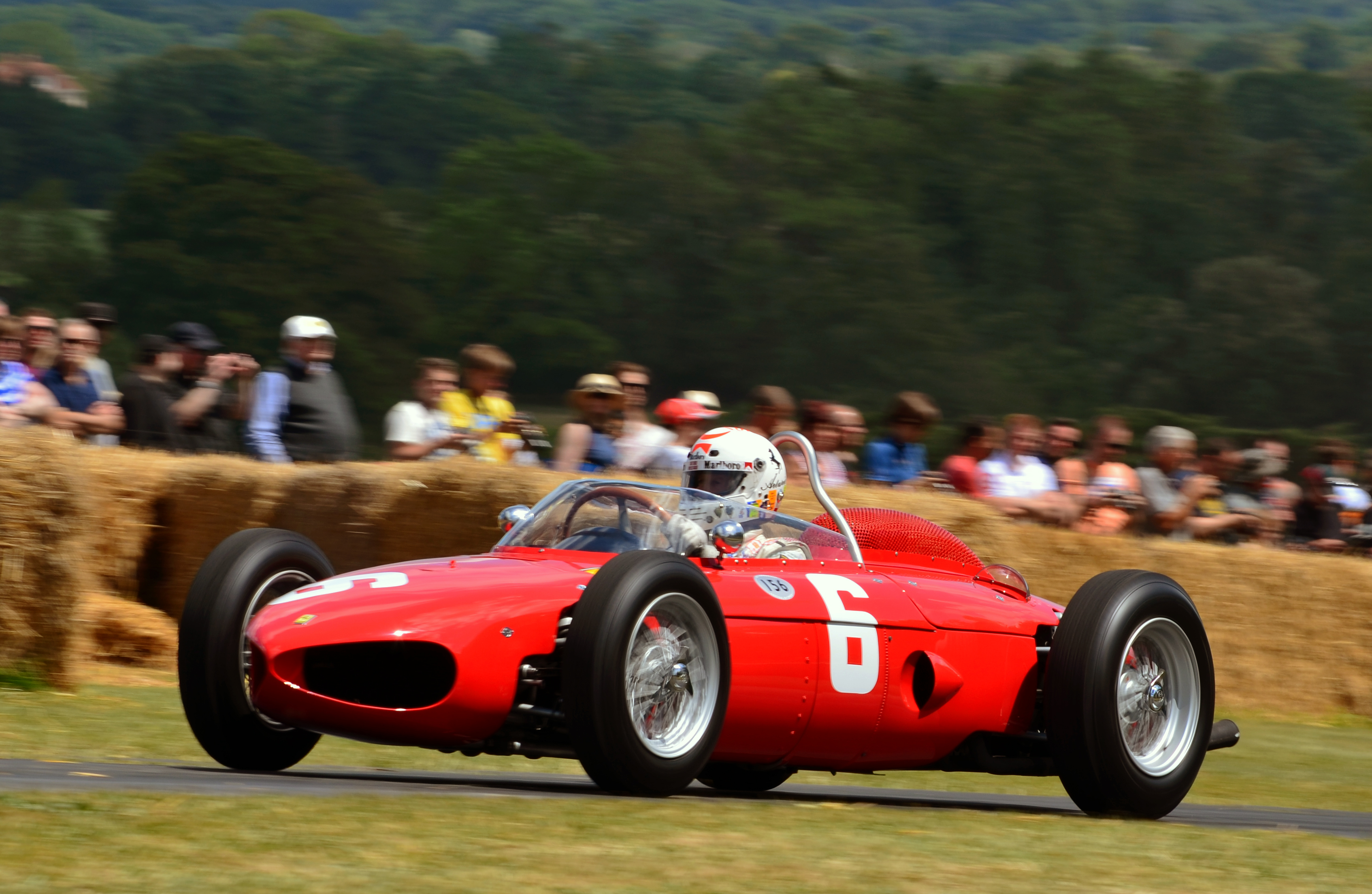
Ferrari 156 (1961)
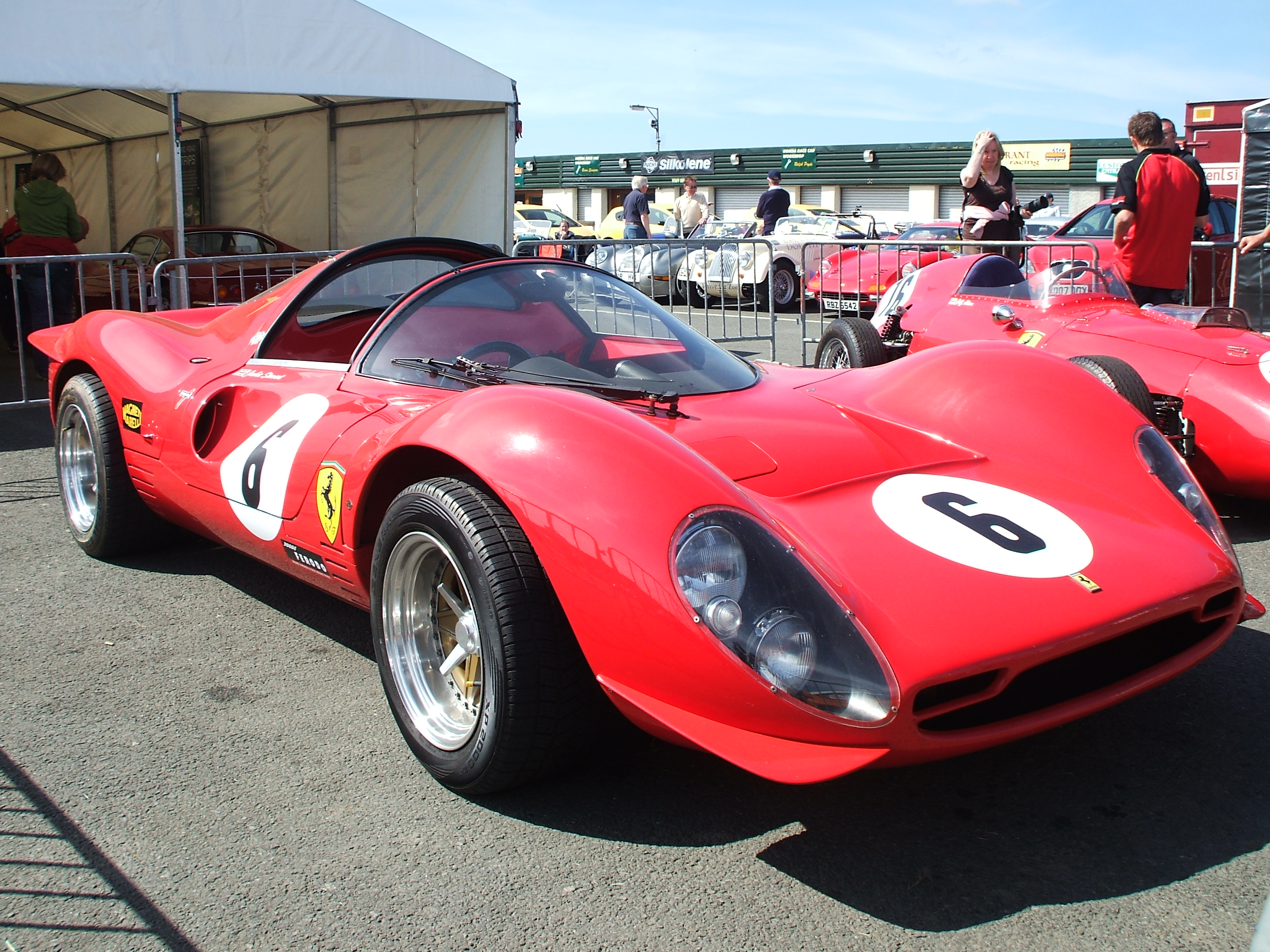
Dino 206 S (1966)
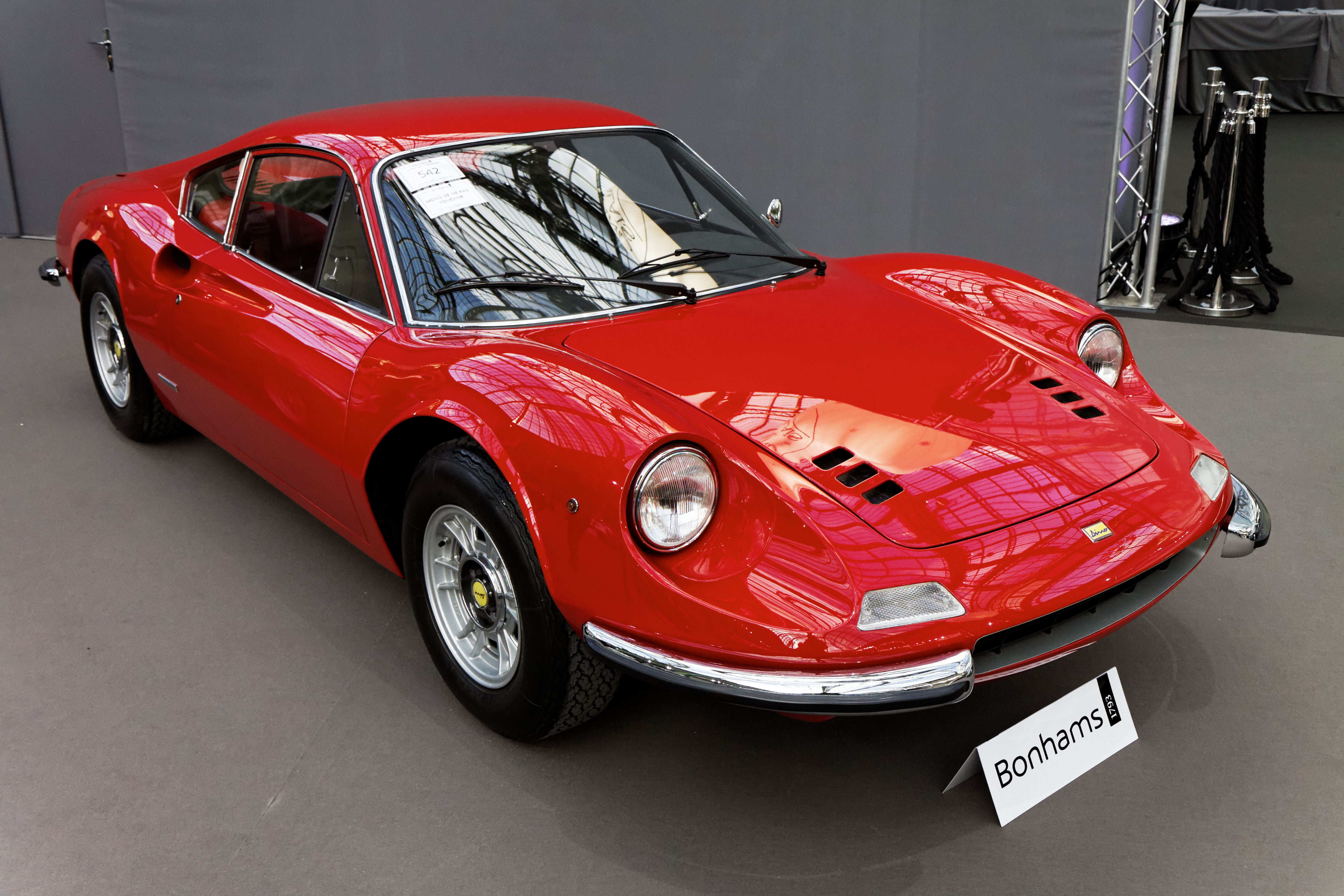
Dino 206 GT (1965) et Dino 246 GT/GTS (1969)
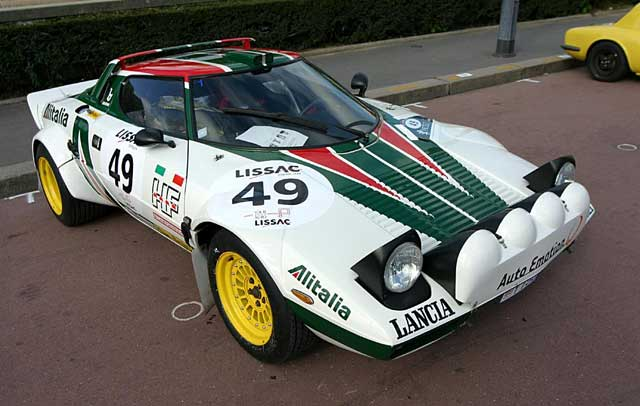
Lancia Stratos (1971)
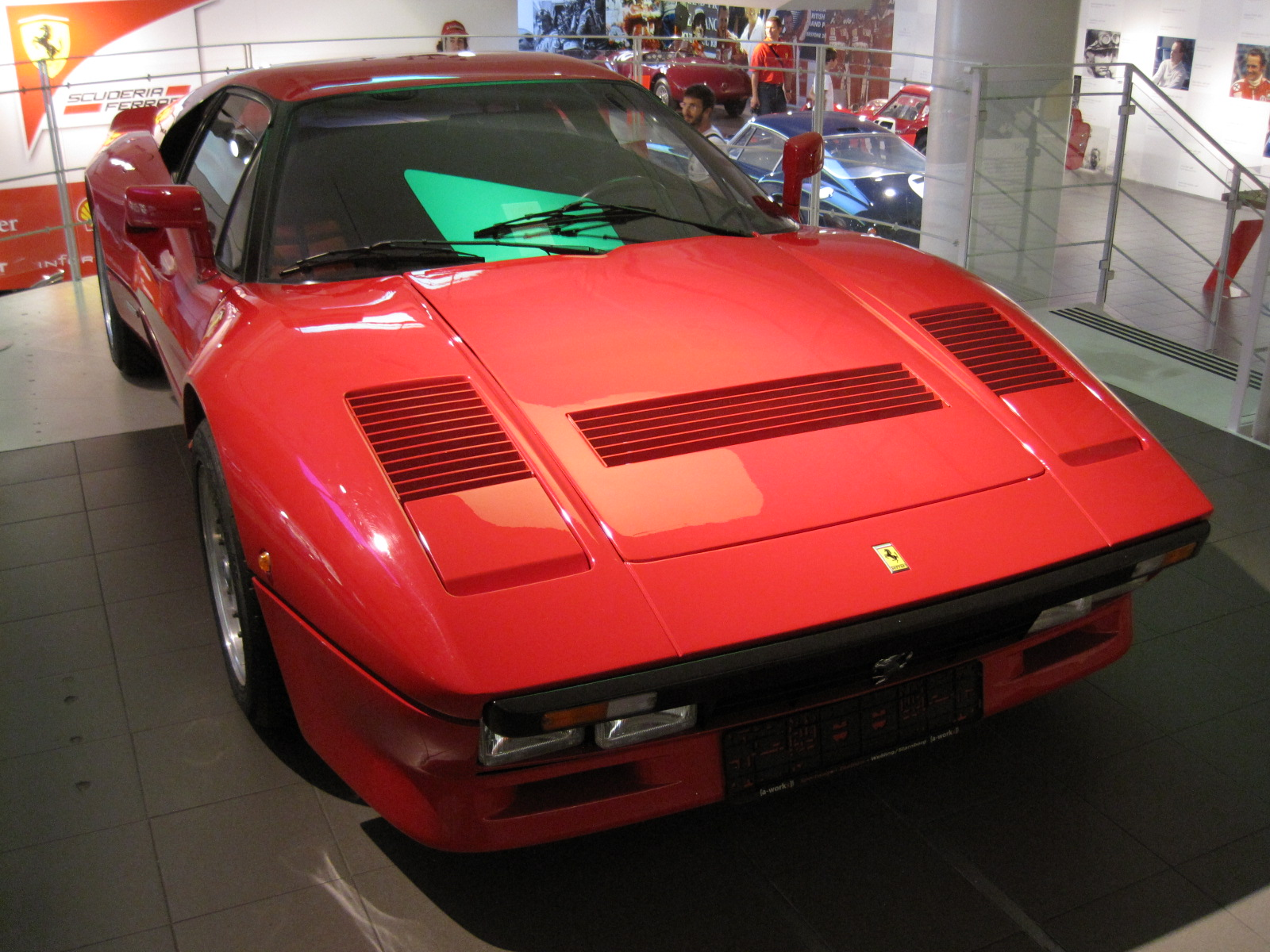
Ferrari 288 GTO (1973)
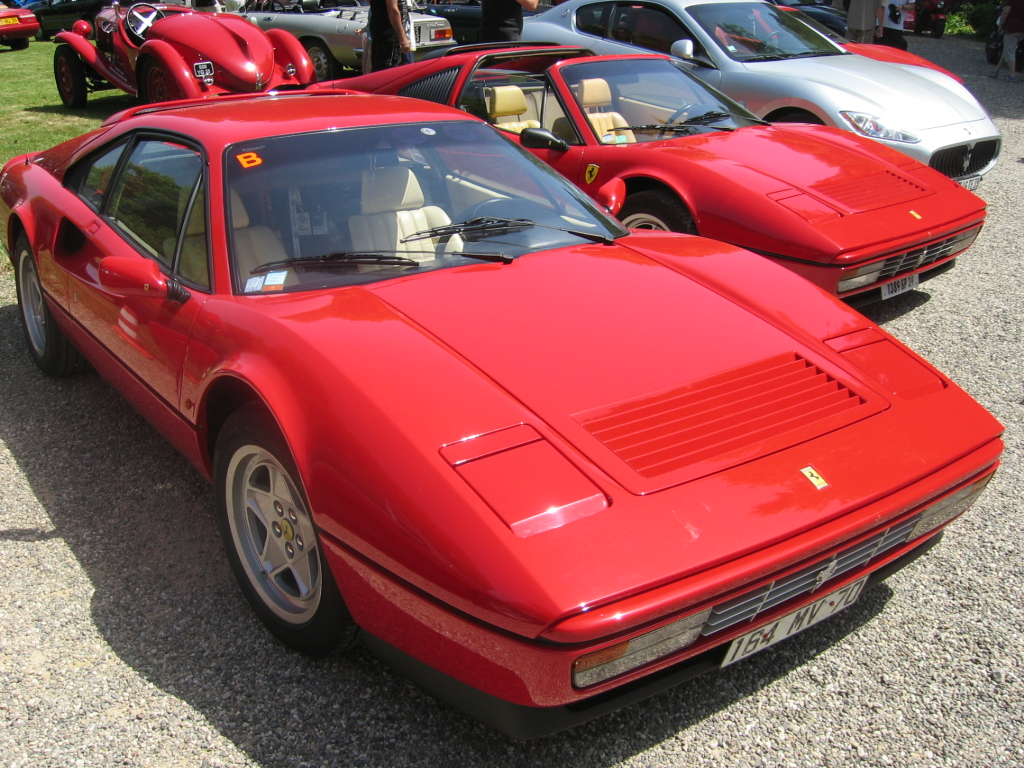
Ferrari 328 (1985)
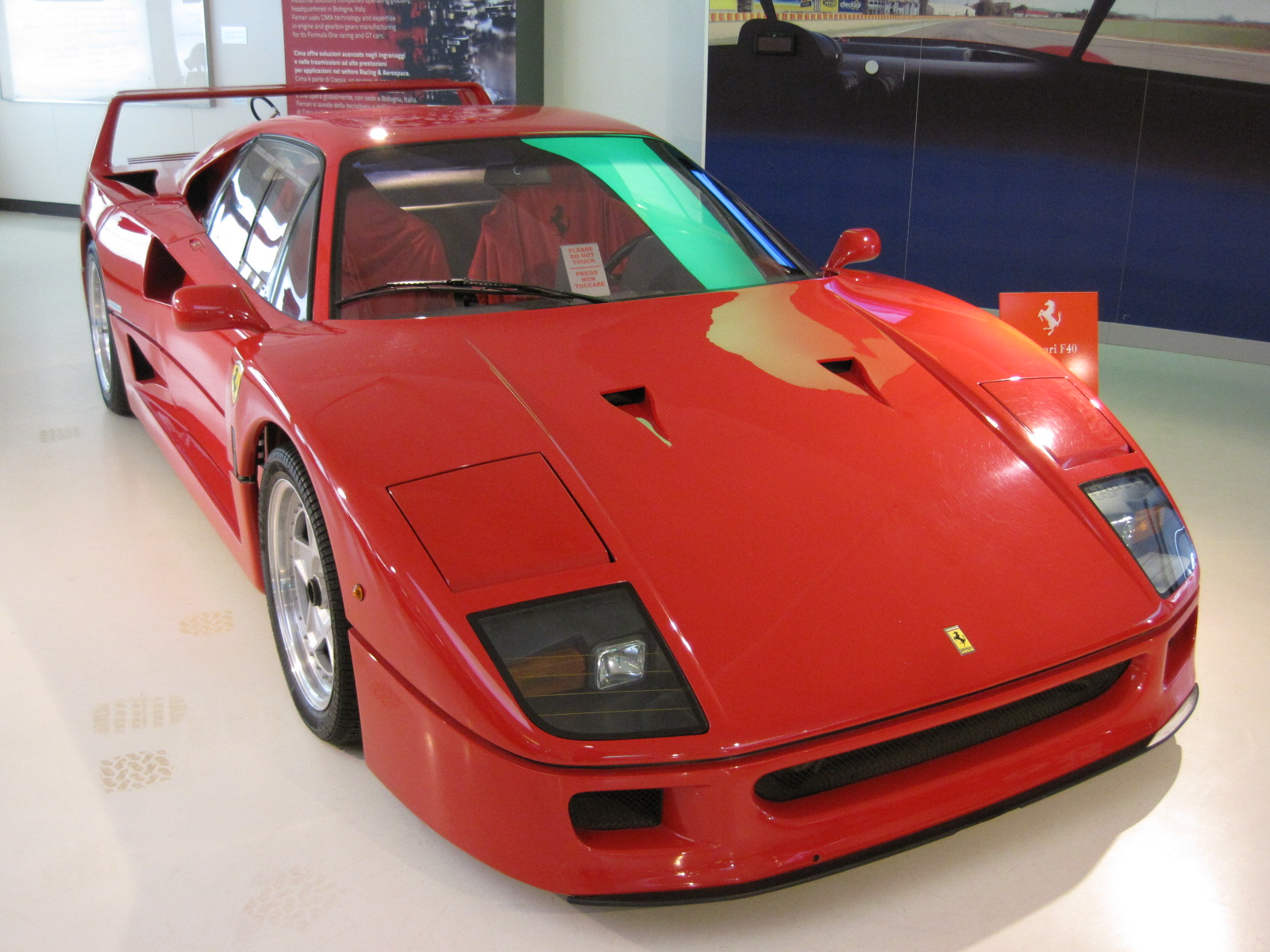
Ferrari F40 (1987)

Il attribut ce projet de moteur V6 à son jeune fils héritier Dino Ferrari, avec un premier modèle à 65° de 2 L de cylindrée, à double arbre à cames en tête, à triple carburateurs double corps Weber, de 195 ch pour 250 km/h de vitesse de pointe. Ce moteur motorise les Ferrari Dino 196 S de 1958, puis la Ferrari 156 Scuderia Ferrari, pour remporter en particulier le titre de champion du monde des constructeurs du championnat du monde de Formule 1 1961. Enzo Ferrari fonde alors la marque Dino-Ferrari en 1965, et nomme ainsi ses moteurs jusqu'à la fin de sa vie, en souvenir posthume de son fils héritier Dino Ferrari, qui a participé à sa conception, avant de disparaître précocement en 1956, à l'age de 24 ans, avant la finalisation du projet. 

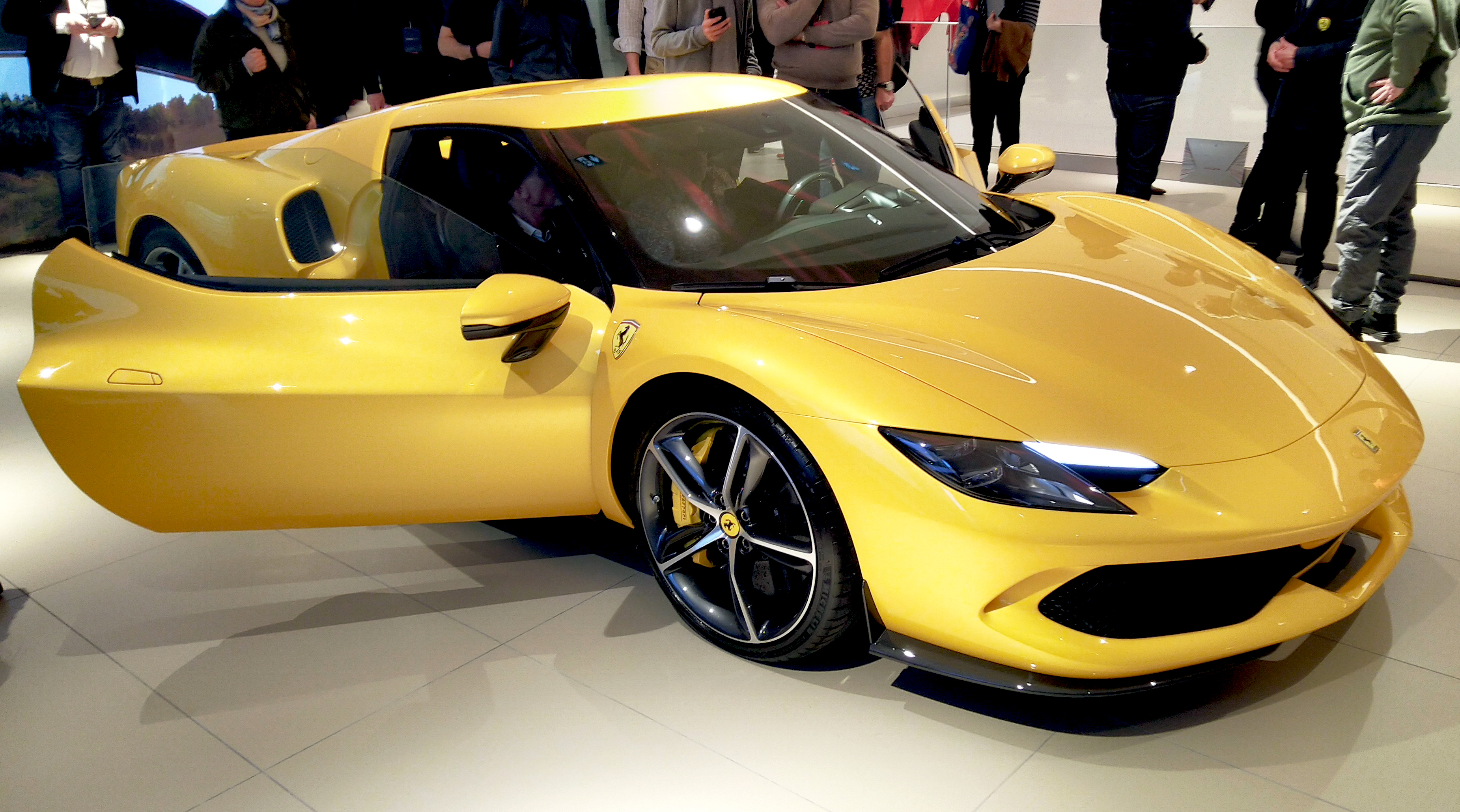
Ferrari 296 GTB à moteur V6 biturbo hybride de 2021.

Les moteurs V8 F136 Ferrari-Maserati succèdent aux moteurs Dino à partir de 2002. La Ferrari 296 GTB à moteur V6 biturbo hybride de 830 ch de 2021, rend hommage aux moteurs V6 Dino des années 1970.

## Quelques modèles à moteurs Dino
Ce moteur est décliné et adapté en de nombreuses versions et variantes de cylindrées et de puissances avec le temps, entre autres par le motoriste Ferrari Aurelio Lampredi, au gré des nombreux changements de réglementations de Formule 1, Formule 2, sport-prototype, championnat du monde des voitures de sport, ou rallye, avec simple ou double arbre à cames en tête : V6 (à 60, 65, 90, ou 120°) V8 (à 90°) et V12 « Jano » (à 60°) : 

### Routière GT (et compétition)
- 1965 : Dino 206 GT (V6)
- 1967 : Fiat Dino (V6)
- 1969 : Fiat 130 (V6)
- 1969 : Dino 246 GT/GTS (V6)
- 1973 : Ferrari 308 GT4 (V8)
- 1975 : Ferrari 308 (V8)
- 1980 : Ferrari Mondial (V8)
- 1984 : Ferrari 288 GTO (V8)
- 1985 : Ferrari 328 (V8)
- 1987 : Ferrari F40 (V8)
- 1989 : Ferrari 348 (V8)
- 1992 : Ferrari 456 (V12)
- 1994 : Ferrari F355 (V8)
- 1996 : Ferrari 550 Maranello (V12)
- 1999 : Ferrari 360 Modena (V8)
- 2002 : Ferrari 575M Maranello (V12)
- 2004 : Ferrari 612 Scaglietti (V12)

### Compétition, Formule 1
- 1953 : Ferrari D50 (V8 Lancia)
- 1956 : Ferrari 290 MM (V12)
- 1957 : Ferrari 290 S (en) (V12)
- 1957 : Ferrari 312 S (en) (V12)
- 1957 : Ferrari 315 S (V12)
- 1957 : Ferrari 335 S (V12)
- 1957 : Ferrari 412 S (en) (V12)
- 1958 : Ferrari Dino 196 S (V6)
- 1958 : Ferrari D246 (V6)
- 1959 : Ferrari D156 (V6)
- 1960 : Ferrari 246P (V6)
- 1961 : Ferrari 156 (V6)
- 1961 : Ferrari SP (en) (V6)
- 1964 : Ferrari 158 (V8)
- 1965 : Dino 206 SP (V6)
- 1966 : Ferrari 246 (V6)
- 1967 : Ferrari Dino 166 F2 (V6)
- 1966 : Dino 206 S (V6)
- 1973 : Lancia Stratos (V6)